# كيدي 1
كيدي1 هي السلسلة الافتتاحي لبيئة سطح المكتب كيدي. كان هناك إصداران؛ الإصدار 1 والإصدار 1.1 والذي كان أسرع وأكثر استقرارا كما احتوى على مجموعة جديدة من الأيقونات والخلفيات.

## جدول الإصدارات
| الاصدار             | التاريخ        |
| ------------------- | -------------- |
| كيدي 1              | 12 يوليو 1998  |
| كيدي 1.1            | 04 مارس 1998   |
| اصدار الصيانة 1.1.1 | 04 مايو 1999   |
| اصدار الصيانة 1.1.2 | 06 سبتمبر 1999 |